# Арсеньев, Николай Дмитриевич
Никола́й Дми́триевич Арсе́ньев (1749 или 1754—1796) — генерал-майор из рода Арсеньевых, герой штурма Измаила.

## Биография
Сын генерал-майора Дмитрия Васильевича Арсеньева (1728—1806) от брака его с Прасковьей Александровной Кашперовой (1734—1803). Братья — Василий (1755—1826), московский губернский предводитель дворянства, и Александр (1766—1819), генерал-майор.
В 1760 году стал служить в лейб-гвардии Преображенском полку, из которого в 1769 году перешёл волонтером в армию, действовавшую в русско-турецкой кампании 1768—1774 годов.
В войне против турок Николай Дмитриевич Арсеньев принял участие в сражениях под Кафою (29 июня 1771 года) и у деревни Обашту (в 1773 году). В 1780 году Николай Дмитриевич Арсеньев получил звание полковника, в 1787 году — бригадира и 5 февраля 1790 года — генерал-майора.
Во время второй турецкой войны бригадир Николай Дмитриевич Арсеньев находился в составе войск, действовавших против Измаила, и при первоначальном его обложении, 18 ноября 1790 года получил от генерал-майора де-Рибаса задание занять остров Сулин, ниже самой крепости, пятью батальонами с принадлежащей им артиллерией, выставив на нём батареи для действия против неприятельской флотилии под крепостью и турецких батарей, расположенных на левом берегу реки Дунай и составлявших южную линию обороны Измаила. Арсеньев работал энергично, и 20-го числа три батареи могли уже открыть огонь, от которого сильно пострадала неприятельская флотилия. Попытка турок захватить и уничтожить эти батареи не удалась: турецкий отряд, высадившийся на остров, был сброшен штыками пехоты бригадира Арсеньева в море.
Однако на этот раз взять Измаил не удалось. Для овладения им послан был Александр Суворов. По диспозиции для штурма генерал-майор Николай Дмитриевич Арсеньев был назначен начальником первой из трех десантных колонн, планировавших атаковать крепость со стороны реки Дунай. Арсеньев, больной в этот день, выполнил свою задачу блестяще: его колонна под огнём крепостных орудий первой подошла на судах к берегу, высадилась и штыками овладела береговым кавальером, валом до Килийских ворот, береговыми батареями и сильным редутом Табия. Суворов представил генерал-майора Арсеньева к награждению орденом св. Георгия III класса, который был ему пожалован 25 марта 1791 года (№ 80 по кавалерским спискам)
Во уважение на усердную службу и отличную храбрость, оказанную при взятии приступом города и крепости Измаила с истреблением бывшей там турецкой армии, командуя колонною.
В 1792 году Николай Дмитриевич Арсеньев выступил участником военных действий русских войск в Польше, направленных для защиты так называемой «Тарговицкой конфедерации». Поступив в корпус Ивана Евстафьевича Ферзена, он находился в делах при покорении Несвижского замка, у Слуцка и при Брест-Литовске, причём за оказанные отличия был награждён орденом св. Владимира 2-й степени.
В 1794 году Арсеньев состоял начальником русского гарнизона в Вильне, когда в ночь на 9 апреля, день Святой Пасхи, поляки совершили вероломное нападение на русских и перерезали большую часть гарнизона. Николай Дмитриевич Арсеньев и с ним около 60 офицеров и 600 рядовых были захвачены в плен, в котором оставались до занятия 1 сентября того же года Вильны войсками Богдана Фёдоровича Кнорринга.
Умер 1 ноября 1796 года, от ран, полученных под Измаилом.

## Награды
- Орден Святого Георгия 3-й ст. (1791)
- Орден Святого Владимира 2-й ст. (1792)
- Орден Красного Орла (1795, королевство Пруссия)[1]

## Семья

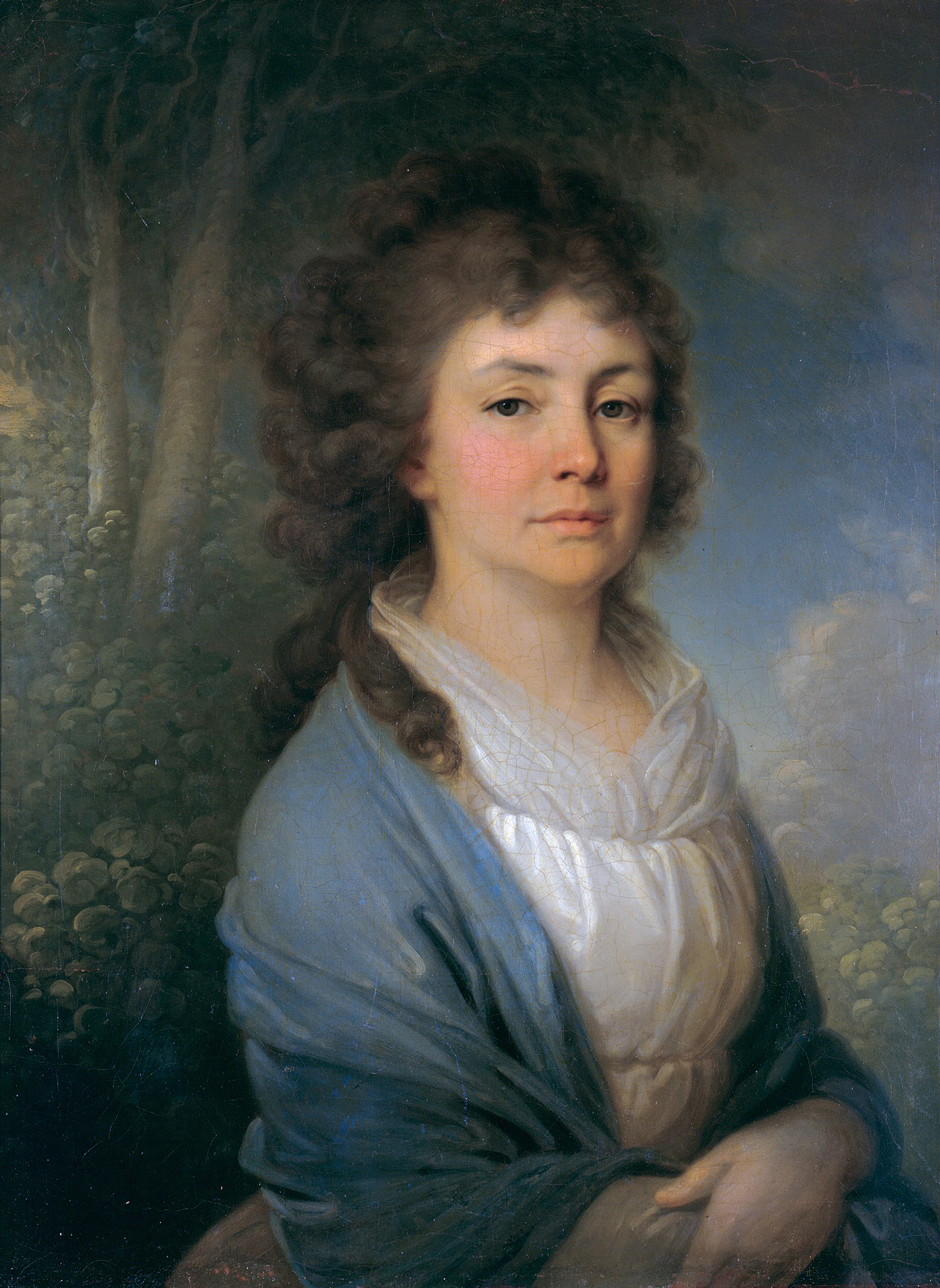
Вера Ивановна Арсеньева
Художник В. Л. Боровиковский

Был женат на Вере Ивановне Ушаковой (1760—1828), после смерти мужа оказалась с детьми в крайней нужде, два раза, в 1796 и 1799 году, обращалась с просьбой к императору Павлу I о материальной помощи. В браке имела сына и четырёх дочерей, которые приходились троюродными сестрами и братом матери М. Ю. Лермонтова. Веру Ивановну и её старшую дочь писал Боровиковский, а в 1814 году О. А. Кипренский написал портрет дочери Дарьи:
- Екатерина Николаевна (1778—1822), воспитывалась в Смольном институте; 23 ноября 1796 года пожалована во фрейлины императрицы Марии Федоровны; с 4 ноября 1800 года замужем за действительным статским советником Павлом Фёдоровичем Козловым (1776—1820), их сын генерал-майор А. П. Козлов.
- Дмитрий Николаевич (1779—1845), служил в гвардии Уланском полку полковником, после при дворе камергером, находился при великой княгине Екатерине Павловне. Обращался к Пушкину за содействием по делу о какой-то нанесенной ему «обиде». Был женат на графине Александре Михайловне Каховской, дочери генерала от инфантерии графа М. В. Каховского.
- Дарья Николаевна (1783—18..), была третьей женой томского губернатора и сенатора Василия Семёновича Хвостова (1754—1832), младшего брата стихотворца. У них было два сына — Александр (1809—1861) и Дмитрий (1811—1860), и дочь Елизавета.
- Прасковья Николаевна (1786—1851), с 1816 года вторая жена генерал-майора Фёдора Исаевича Ахвердова (1774—1820), в её тифлисском доме воспитывалась княжна Нина Чавчавадзе, частыми гостями были Грибоедов и Н. Н. Муравьев-Карский. С 1830 года жила в Петербурге, где её дом посещал А. С. Пушкин. По воспоминаниям её зятя, она была выдающаяся женщина: получила в Петербурге хорошее образование, с успехом занималась живописью, копировала картины в Эрмитаже, любила литературу и музыку, но по своему легкомыслию очень расстроила своё состояние[2].
- Мария Николаевна (178.—18..), замужем за Заушевским.

Дочери
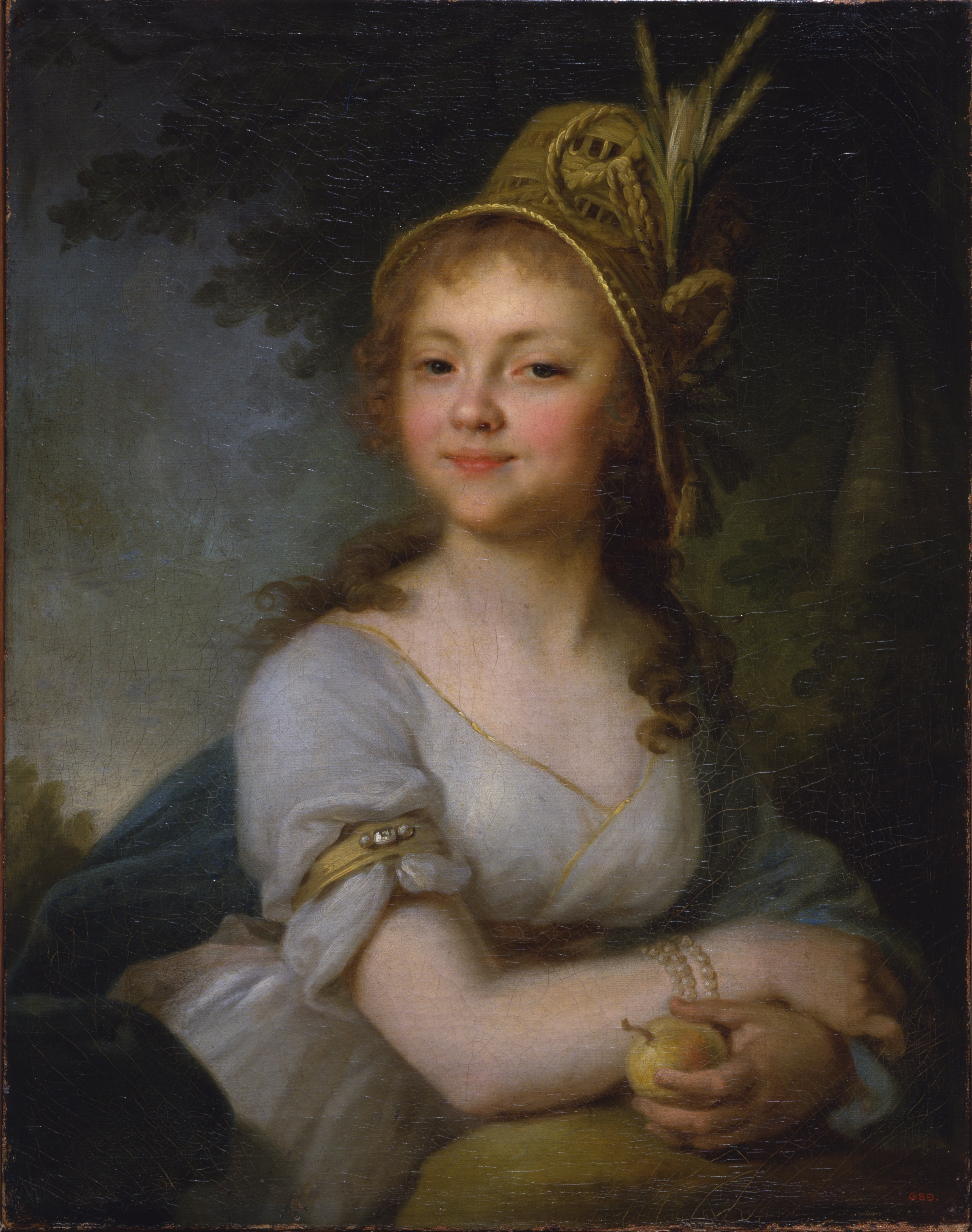
Екатерина Николаевна
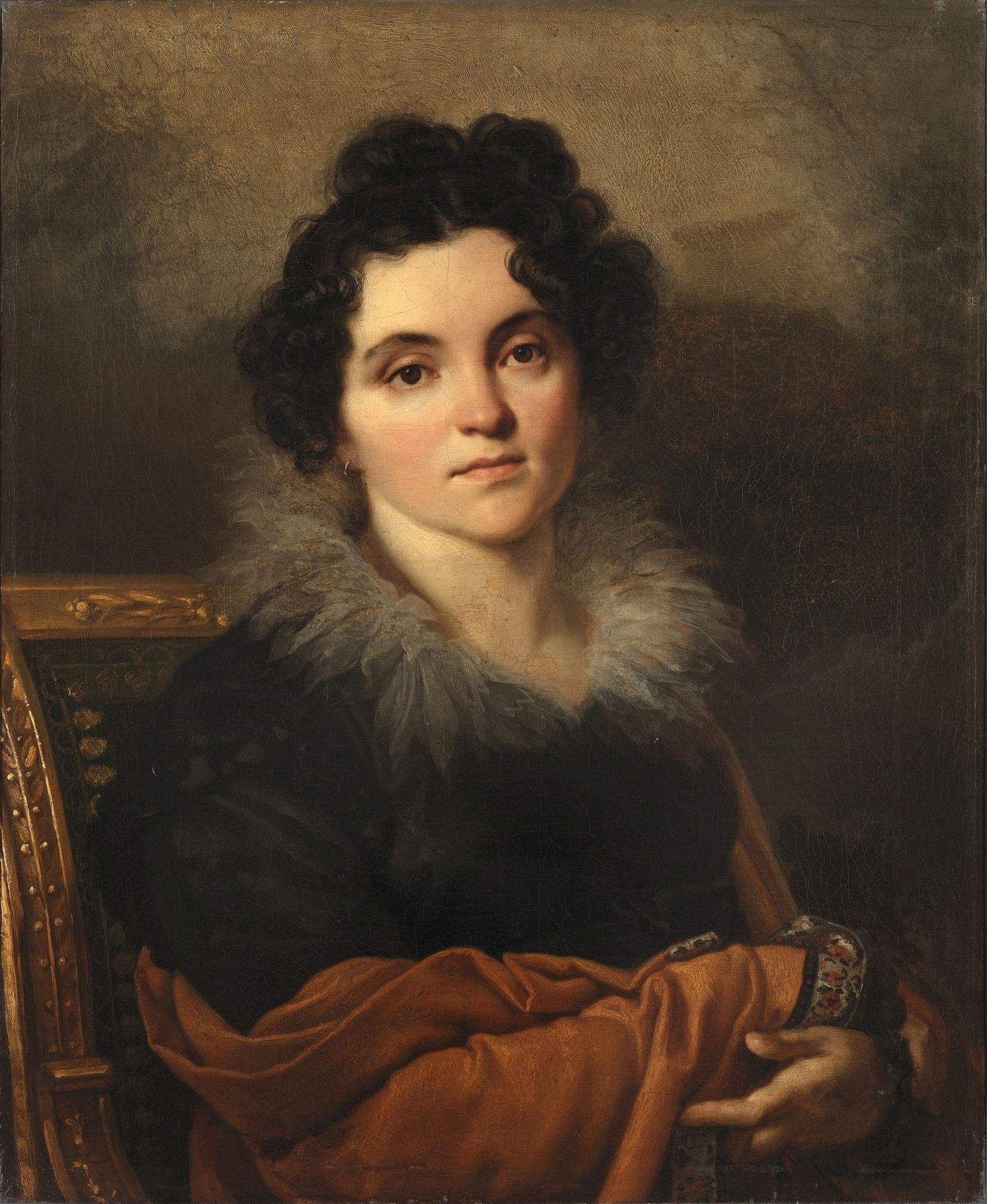
Дарья Николаевна
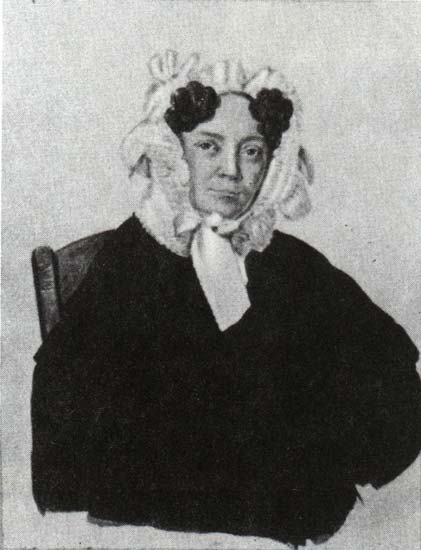
Прасковья Николаевна